# Cross Bones (Friedhof)

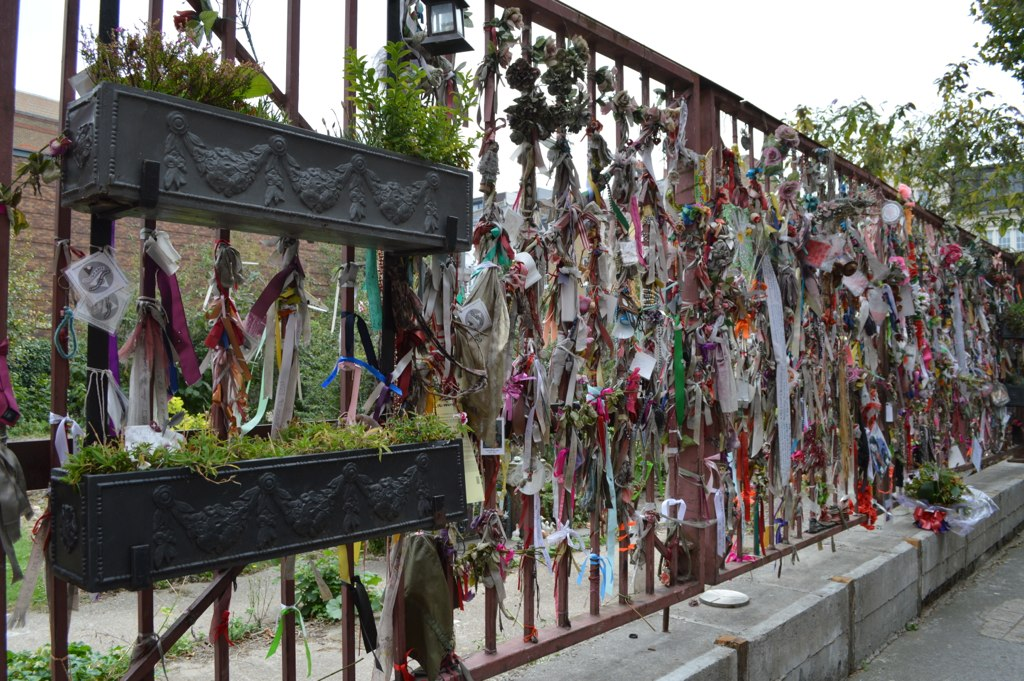
Cross Bones von außen, 2014

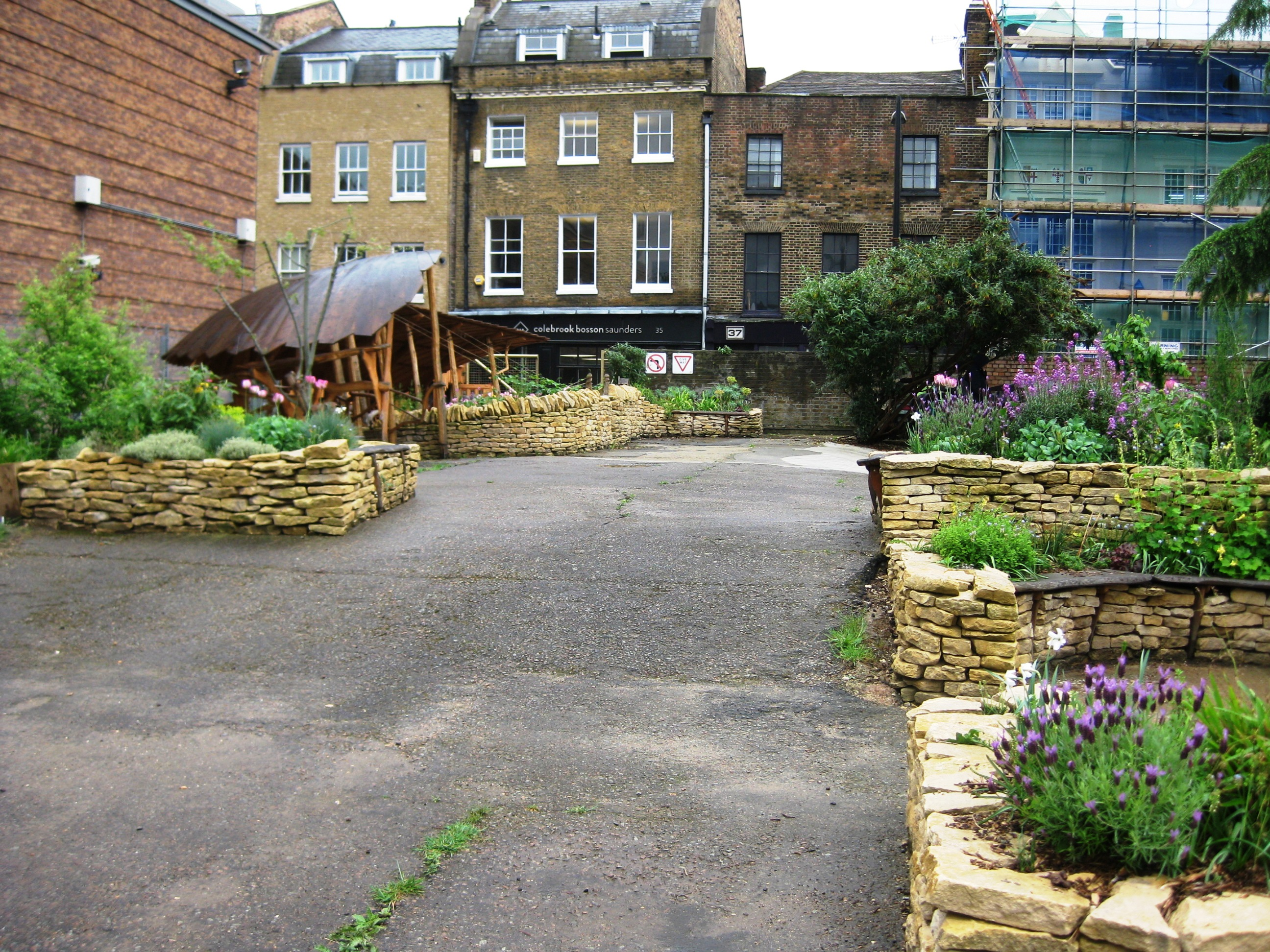
Blick in das Innere der heutigen Gedenkstätte

Cross Bones ist ein aufgegebener Londoner Friedhof aus der Frühen Neuzeit. Er befindet sich am Redcross Way in Southwark. Die letzte Beisetzung fand 1853 statt, danach wurde er als Begräbnisort geschlossen. Mutmaßlich bis zu 15.000 Menschen fanden auf diesem Armenfriedhof ihre letzte Ruhe.

## Geschichte

### Ursprünge

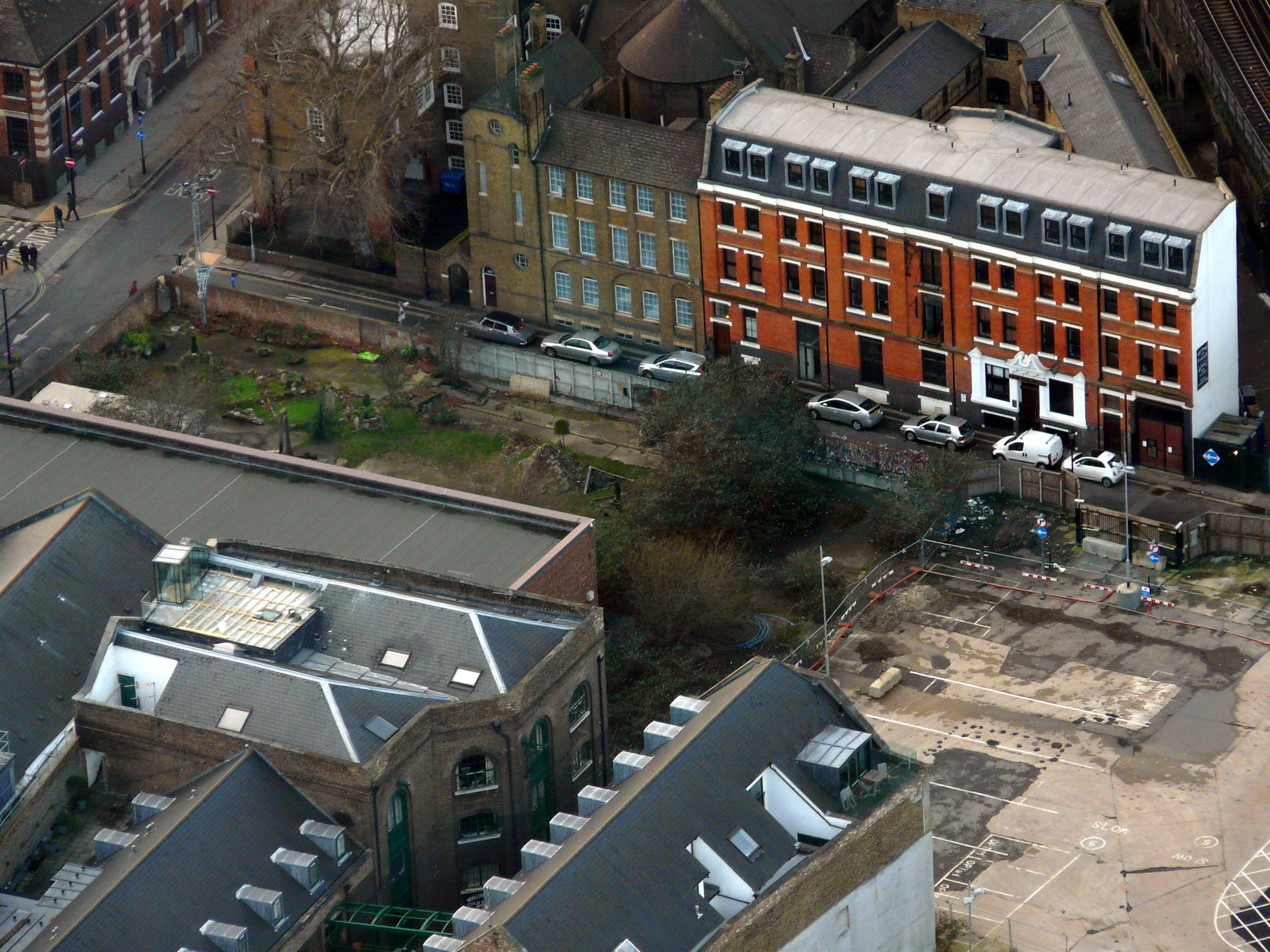
Der aufgegebene Friedhof von oben (Januar 2013)

Es wird angenommen, dass der Friedhof ursprünglich eine ungeweihte Grabstätte für Prostituierte war, auch als „single women“ umschrieben. Im Slang jener Tage wurden sie auch „Winchester Geese“ („… Gänse“) genannt, weil es der Bischof von Winchester war, welcher ihnen die gewerbsmäßige Prostitution in seinem Verwaltungsbezirk, dem Liberty of the Clink, erlaubte. Das gesamte Gebiet lag außerhalb der Gerichtsbarkeit der City of London, was es ermöglichte, Bordelle und Theater zu betreiben, wie auch die uns heute so befremdlich erscheinende Massenunterhaltung des blutigen Bear- und Bullbaitings. Ab 1769 wurde Cross Bones zu einem Armenfriedhof der Pfarrgemeinde von St. Saviour’s.
In seiner A Survey of London von 1598 erwähnte John Stow einen „Single Woman’s churchyard“ in Southwark, nahe dem Gefängnis The Clink:

„I have heard of ancient men, of good credit, report, that these single women were forbidden the rites of the church, so long as they continued that sinful life, and were excluded from Christian burial, if they were not reconciled before their death. And therefore there was a plot of ground called the Single Woman's churchyard, appointed for them far from the parish church.“

„Ich hörte von alten Menschen, von gutem Ruf, dass alleinstehenden Frauen, so lange sie ihr sündiges Leben fortführten, von der christlichen Beerdigung ausgeschlossen wurden, wenn sie nicht vor ihrem Tod davon abließen. Und deshalb gab es ein Grundstück, welcher Kirchhof der alleinstehenden Frau genannt wurde, welcher weit entfernt von der Pfarrkirche für sie bestimmt war.“

Erneute Erwähnung fand er 1795 in einer Geschichtsbeschreibung von St. Saviour’s, Southwark:

„Our readers will remember that, in the account we have given of the Stews on Bank-side, mention is made of a piece of ground, called the Single Woman’s Burying Ground, set apart as the burial place of those unfortunate females; we are very much inclined to believe this was the spot, for in early times the ceremony of consecration would certainly not have been omitted; and if it had been performed, it would doubtless have appeared by some register, either in the possession of the Bishop of Winchester, or in the proper ecclesiastical court. We find no other place answering the description given of a ground appropriated as a burial place for these women, circumstances, therefore, justify the supposition of this being the place; for it was said, the ground was not consecrated; and the ordination was that they should not be buried in any spot so sanctified.“

„Unsere Leser werden sich daran erinnern, dass in dem Bericht, den wir über die Bordellbetriebe auf der Bankseite gabe, ein Stück Grund erwähnt wird, der als Single Woman’s Burying Ground bezeichnet wird und als Begräbnisstätte dieser unglücklichen Frauen vorgesehen ist. Wir neigen sehr dazu, zu glauben, dass dies der Ort war. Denn in frühen Zeiten wäre die Weihezeremonie sicherlich nicht ausgelassen worden; und wenn sie erfolgt wäre, wäre es zweifellos in einem Register erschienen, entweder im Besitz des Bischofs von Winchester oder im offiziellen kirchlichen Gericht. Wir finden keinen anderen Ort, der auf die Beschreibung einer als Begräbnisstätte für diese Frauen geeigneten Grundstücks passt. Die Umstände rechtfertigen daher die Annahme, dass dies der Ort ist, von dem gesagt wurde, dass die Erde nicht geweiht sei; und die Anweisung war, dass sie an keiner geheiligten Stelle begraben werden sollten.“

Der Antiquar William Taylor schrieb 1833: „There is an unconsecrated burial ground known as the Cross Bones at the corner of Redcross Street, formerly called the Single Woman's burial ground, which is said to have been used for this purpose.“ Ab 1769 wurde er als Armenfriedhof der St. Saviour Pfarrgemeinde genutzt. Man nimmt an, dass bis zu 15.000 Menschen hier beerdigt wurden.
In der Zeit des Commonwealth of England zwischen 1649 und 1660, als von den regierenden Puritanern jegliches „sündiges“ Leben auch auf der Bankside untersagt wurde, verfiel das Viertel, welches ab da nur noch „The Mint“ genannt wurde, vollends und selbst Polizisten patrouillierten aufgrund der Gewalt dort ungern und wenn dann nur zu zweit. Leichenräuber bedienten sich in späteren Jahren auf dem Friedhof, um u. a. an das nahe Guy’s Hospital anatomisches Untersuchungs-„Material“ zu liefern.

### Schließung und Verkauf
Der Friedhof wurde 1853 wegen „völliger Überbelegung“ („completely overcharged with dead“) für weitere Bestattungen geschlossen. Wie es hieß: aufgrund der „Unvereinbarkeit zur gebührenden Berücksichtigung der öffentlichen Gesundheit und des öffentlichen Anstands“.
Der in Southwark bekannte Autor John Constable schreibt, dass das Land 1883 als Baugrundstück veräußert wurde und Reginald Brabazon, der 12. Earl of Meath, hiergegen in der Zeitung The Times Einspruch erhob. Er nannte es „Entweihung“. Constable schrieb weiter, dass der Friedhof anschließend unter das Gesetz namens „Disused Burial Grounds Act“ von 1884 fiel und der Verkauf annulliert wurde. Weitere Begehrlichkeiten dieses Grundstück zu verwerten, wie auch seine kurze Nutzung als Kirmesplatz, stießen auf den regelmäßigen Widerstand der Anwohner. So verblieb der ehemalige Friedhof als Brache, während um ihn herum die Häuser, wie auch die ganze Stadt, in die Höhe wuchsen.

## Ausgrabungen

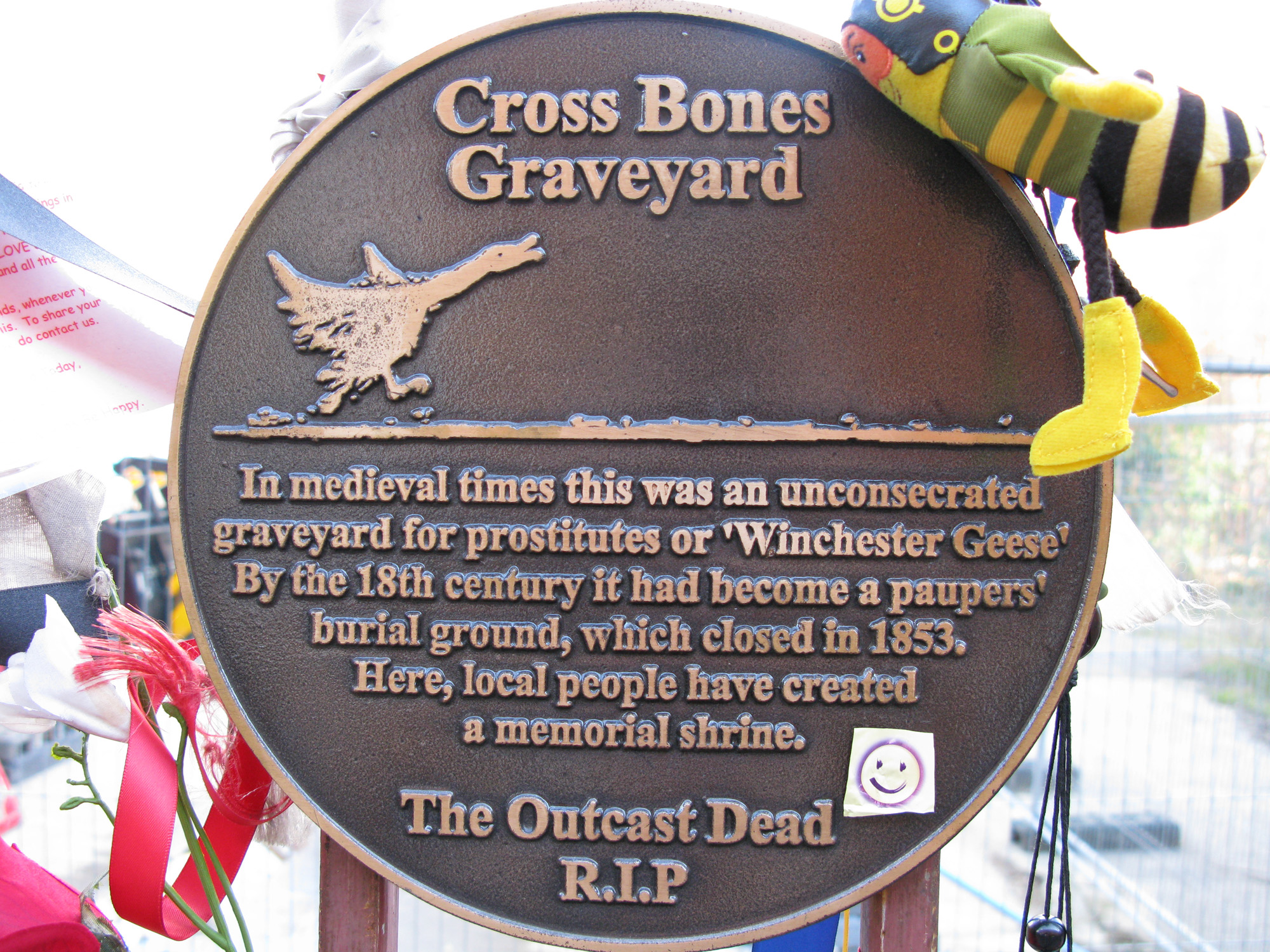
Plakette am Tor, gestiftet vom Southwark Council

1990 sollte die Londoner U-Bahn-Linie Jubilee Line verlängert werden und auch unter dem Friedhof geführt werden.
So wurden zwischen 1991 und 1998 vom Museum of London Archaeology Service (MoLAS) auf dem Gelände archäologische Ausgrabungen betrieben. Das Southwark Council berichtet, dass die Archäologen stark überbelegte Gräber vorfanden, worin die Leichen regelrecht aufeinander gestapelt wurden. Untersuchungen zeigten, dass die Bestatteten zuvor an Pocken, Tuberkulose, Paget-Syndrom, Arthrose und  Vitamin D-Mangel litten.
Eine Grabung von 1992 legte 148 Gräber zutage, welche in die Zeit zwischen 1800 und 1853 datieren. Über ein Drittel waren Föten und Säuglinge im Alter ab der 22. Schwangerschaftswoche und 7 Tagen nachgeburtlich. Weitere 11 % waren nicht älter als ein Jahr. Die erwachsenen Leichen waren vornehmlich Frauen, etwa 36 Jahre und älter.

## Gedenkstätte
Eine lokale Aktivistengruppe, „Friends of Cross Bones“ unter Beteiligung John Constables, setzte sich alsbald für eine Umgestaltung zu einem Garten des Gedenkens ein. Das Netzwerk arbeitete zwischen 2013 und 2018 eng mit dem „Bankside Open Spaces Trust“ zusammen und schuf und pflegt seitdem einen gemeinschaftlichen Garten um den ’outcast dead’, den ’verstoßenen Toten’, zu gedenken. Die Friedhofstore sind permanent mit einem wechselnden Besatz von Nachrichten, Bändern, Blumen und anderen Symbolen des Gedenkens geschmückt. Am frühen Abend eines jeden 23. des Monats gibt es eine kleine Gedenkfeier vor dem Tor des ehemaligen Friedhofs.

## Cross Bones in den Medien
- Ab 1996 veröffentlichte John Constable Teile seines Romans The Southwark Mysteries, eine Serie von Gedichten und mystischen Theaterstücken.[3] Diese wurden anlässlich der Millenniumfeiern zur Jahrtausendwende im Globe Theatre und in der Southwark Cathedral aufgeführt. Aufgrund des blasphemischen Inhalts wurden sie jedoch stark kritisiert.[15]

Das Interesse, das Constable mit diesem Buch erweckte, führte zu dem Cross Bones Halloween Festival, welches 1998 jedes Jahr mit Prozession, Kerzen und Liedern stattfindet.
- 2004 schrieb der Londoner Autor und Poet Frank Molloy den Vers Big Daves Gusset über eine Beerdigung auf Cross Bones.[16] Es wurde in seinem Buch Soul City Wandering von 2020 veröffentlicht.

- Im August 2019 veröffentlichte der englische Singer-Songwriter Frank Turner ein Lied über Cross Bones mit dem Namen The Graveyard of the Outcast Dead. Es erschien auf seinem Album No Man’s Land. Zusätzlich gibt es im Podcast des Sängers, Frank Turner’s Tales From No Man’s Land, eine Episode zur Geschichte dieses Friedhofs.

- Im selben Jahr schrieb sein Künstlerkollege Reg Meuross den Folksong The Crossbones Graveyard, welcher Bestandteil seines Albums RAW wurde.[17]

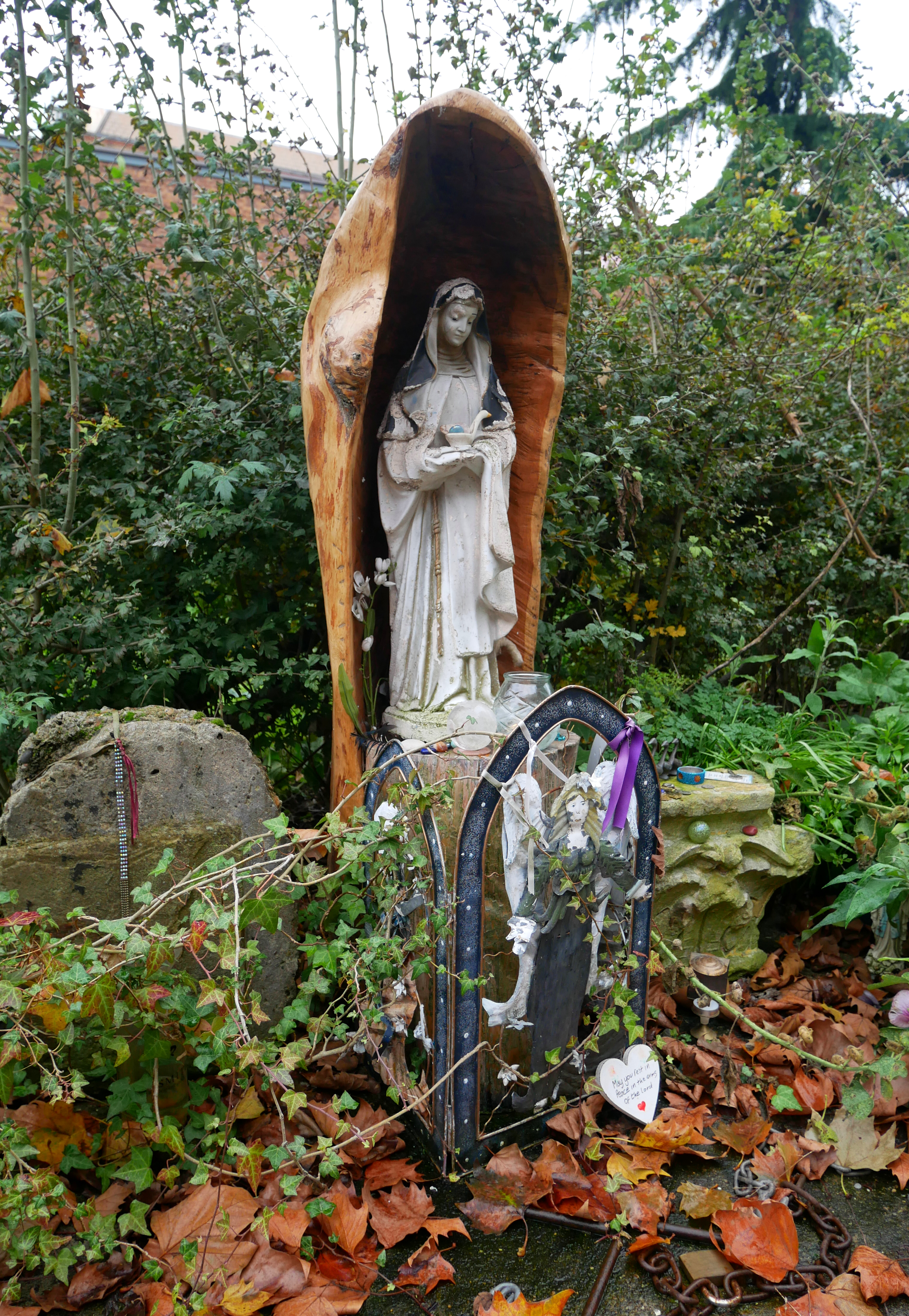
Heiligenfigur
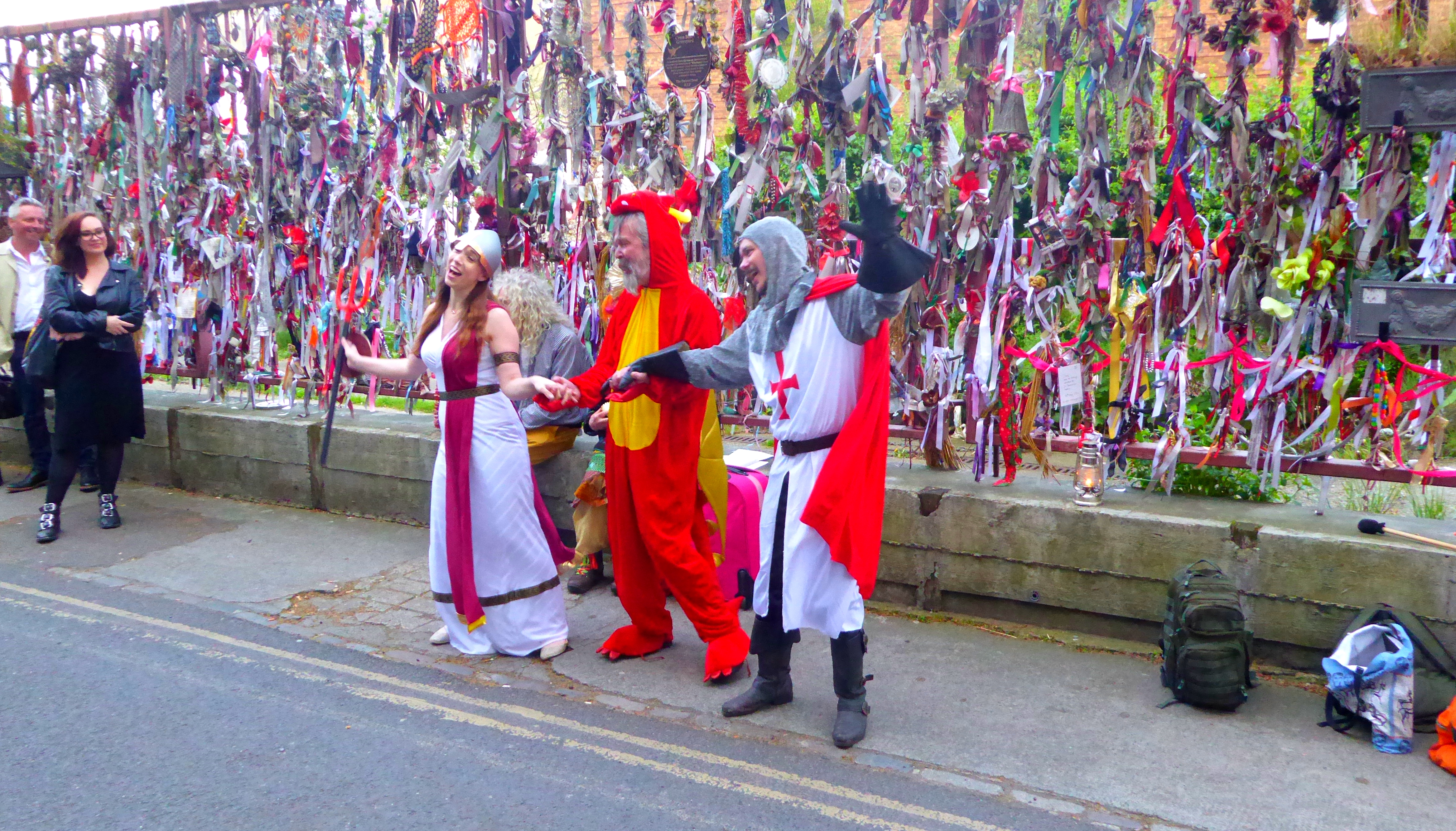
Performance
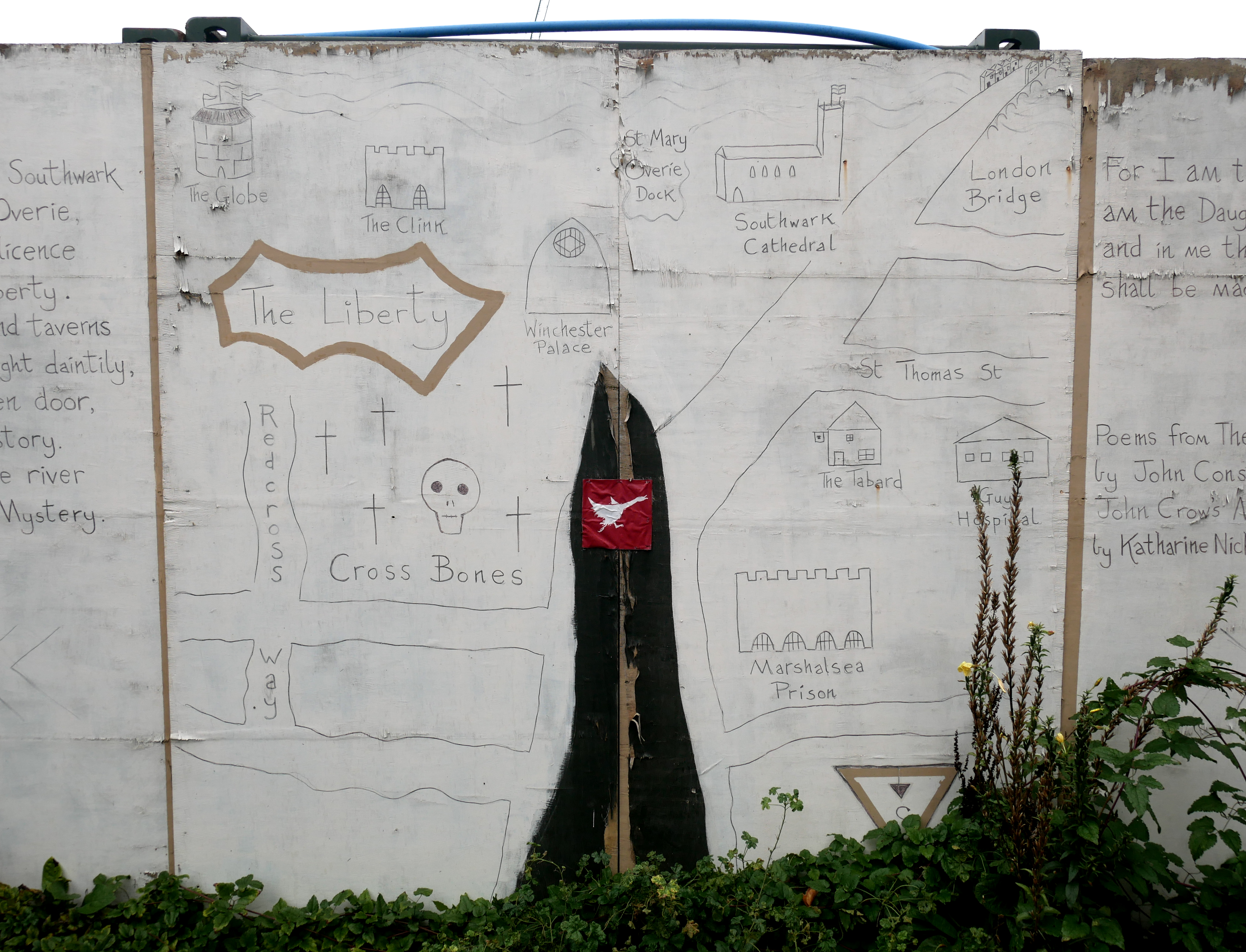
Illustration an der nördlichen Mauer
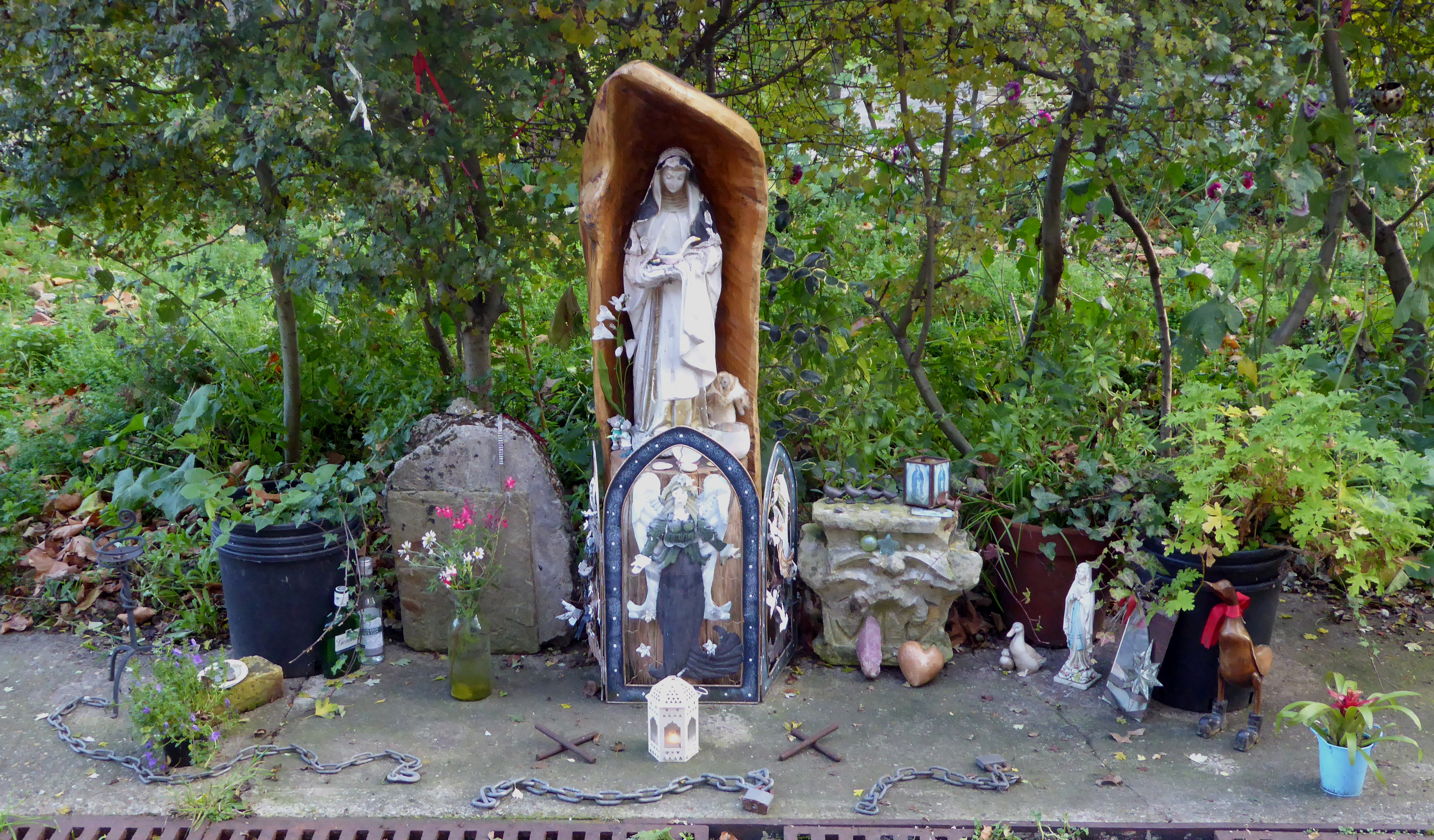
Gedenkecke